# Довжанська-Гірська сільська рада
| Довжанська-Гірська сільська рада — орган місцевого самоврядування у Дрогобицькому районі Львівської області з адміністративним центром у с. Довге. Історична дата утворення: в 1939 році. Водоймища на території, підпорядкованій даній раді: річка Стрий. Сільській раді підпорядковані населені пункти: - с. Довге |

## Склад ради
Рада складається з 12 депутатів та голови.

### Керівний склад ради
| ПІБ                         | Основні відомості                                                                    | Дата обрання | Дата звільнення |
| --------------------------- | ------------------------------------------------------------------------------------ | ------------ | --------------- |
| Станович Олексій Степанович | Сільський голова, 1954 року народження, освіта                                       | 26.03.2006   | 31.10.2010      |
| Тупичак Ярослав Степанович  | Сільський голова, 1965 року народження, освіта вища, член Партії захисників Вітчизни | 31.10.2010   |                 |

Примітка: таблиця складена за даними джерела